# Эйнат
Эйнат (ивр. עֵינַת‎) — кибуц в центре Израиля. Расположен недалеко от города Петах-Тиква и к югу от Рош-ха-Аин, он находится в юрисдикции регионального совета Дром-ха-Шарон. В 2020 году его население составляло 829 человек.

## История
Кибуц Эйнат был основан в 1952 году жителями кибуцев Гиват-ха-Шлоша и Рамат-ха-Ковеш, которые покинули движение «Ха-Кибуц Ха-Меухад» после его идеологического раскола. Название произошло от истока («эйн») реки Яркон, который расположен поблизости.

## Население
По данным Центрального статистического бюро Израиля, население на начало 2020 года составляло 829 человек.

## Первое гражданское кладбище
Эйнат был первым кибуцем, который откликнулся на требование Израиля о светских захоронениях. В 1991 году он начал принимать запросы от людей без религиозной принадлежности, ищущих альтернативу еврейской церемонии погребения.